# 国府村 (新潟県)
国府村（こくぶむら）は、かつて新潟県中頸城郡にあった村。

## 地理
北側は日本海に面する。

## 沿革
- 1889年（明治22年）4月1日 – 町村制の施行により、中頸城郡五智国分村、愛宕国分村、毘沙門国分村、善光寺浜村、大場村、居多村、居田村、国分寺村及び虫生岩戸村の区域をもって、中頸城郡国府村が発足する。
- 1901年（明治34年）11月1日 – 中頸城郡春日村、高志村及び国府村が合併して、改めて中頸城郡春日村が発足する。